# Molophilus warriuka
Molophilus warriuka är en tvåvingeart som beskrevs av Günther Theischinger 1992. Molophilus warriuka ingår i släktet Molophilus och familjen småharkrankar. Inga underarter finns listade i Catalogue of Life.